# Khối lượng hiệu dụng
Khối lượng hiệu dụng (tiếng Anh: effective mass) là khái niệm sử dụng trong vật lý chất rắn dưới mô hình cơ học lượng tử nhằm mô tả chuyển động của điện tử, lỗ trống hoặc các vi hạt trong trường tinh thể hoặc các trường điện từ. Với mô hình này, các tính chất động học của hạt có thể xác định như bài toán cơ học Newton cho các hạt vĩ mô, mà ở đó các định luật Newton có thể áp dụng được. Khối lượng hiệu dụng có thể dương hoặc âm, có thứ nguyên là thứ nguyên của khối lượng và phụ thuộc vào trạng thái của hạt, và là một tensơ.

## Khái niệm về khối lượng hiệu dụng
Khi một vi hạt (mà điển hình là điện tử) chuyển động trong không gian tự do, các chuyển động của nó có thể tính toán qua các định luật Newton. Tuy nhiên, khi nó chuyển động trong chất rắn, dưới tác dụng của lực tương tác với các nguyên tử, trường thế tuần hoàn của tinh thể thì chuyển động của nó không còn có thể mô tả qua cơ học cổ điển (mà chủ yếu là các định luật Newton). Với việc sử dụng khái niệm khối lượng hiệu dụng, ta có thể áp dụng các định luật Newton của cơ học cổ điển.
Khối lượng hiệu dụng (meff) được định nghĩa thông qua định luật 2 Newton:
{\displaystyle {\vec {F}}=m_{eff}.{\vec {a}}}
Trong cơ học lượng tử, khi điện tử truyển động trong điện trường E, thì gia tốc al theo trục tọa độ l sẽ được cho bởi:
{\displaystyle a_{\ell }={{1} \over {\hbar ^{2}}}\sum _{m}\cdot {{\partial ^{2}\varepsilon ({\boldsymbol {k}})} \over {\partial k_{\ell }\partial k_{m}}}qE_{m}}
với {\displaystyle \hbar =h/2\pi } là hằng số Planck rút gọn, {\displaystyle {\boldsymbol {k}}} là véctơ sóng ({\displaystyle k} = {\displaystyle p/\hbar } cho điện tử tự do), {\displaystyle \epsilon ({\boldsymbol {k}})} là năng lượng như một hàm của véctơ sóng {\displaystyle {\boldsymbol {k}}}.
Năng lượng {\displaystyle \epsilon ({\boldsymbol {k}})} phụ thuộc vào véctơ sóng tùy thuộc vào trạng thái của điện tử (tồn tại ở vùng năng lượng nào?...), ví dụ như ở đỉnh vùng hóa trị của Silicon, quan hệ có thể là :
{\displaystyle \varepsilon ({\boldsymbol {k}})=Ak^{2}\pm {\sqrt {B^{2}k^{4}+C^{2}\left(k_{x}^{2}k_{y}^{2}+k_{y}^{2}k_{z}^{2}+k_{z}^{2}k_{x}^{2}\right)}}\,}
Khối lượng hiệu dụng có quan hệ với năng lượng theo công thức:
{\displaystyle {\frac {1}{m^{*}}}={\frac {1}{\hbar ^{2}}}{\frac {d^{2}\epsilon ({\boldsymbol {k}})}{dk^{2}}}.}
Như vậy, khối lượng hiệu dụng tỉ lệ tuyến tính với khối lượng tĩnh của điện tử (me), có thể mang giá trị âm, dương hoặc vô cùng, tùy thuộc vào trạng thái của điện tử, và không trùng với khái niệm "khối lượng rút gọn" trong cơ học cổ điển.
Khái niệm khối lượng hiệu dụng đặc biệt hữu ích trong các tính toán về vận chuyển trong chất rắn đặc biệt là trong các hệ vận chuyển trong hàm thế thay đổi, và trong các tính toán về mật độ trạng thái.

## Khối lượng hiệu dụng trong một sốchất bán dẫn
Bảng dưới đây liệt kê khối lượng hiệu dụng của điện tử và lỗ trống ở một số chất bán dẫn trong điều kiện nhiệt độ rất thấp (bán dẫn thuần),, hoặc chi tiết hơn có thể tham khảo tại 
| Vật liệu               | Khối lượng hiệu dụng của điện tử | Khối lượng hiệu dụng của lỗ trống |
| ---------------------- | -------------------------------- | --------------------------------- |
| Nhóm IV                |                                  |                                   |
| Si (4.2K)              | 1.08 me                          | 0.56 me                           |
| Ge                     | 0.55 me                          | 0.37 me                           |
| Bán dẫn hợp chất III-V |                                  |                                   |
| GaAs                   | 0.067 me                         | 0.45 me                           |
| InSb                   | 0.013 me                         | 0.6 me                            |
| Bán dẫn hợp chất II-VI |                                  |                                   |
| ZnO                    | 0.19 me                          | 1.21 me                           |
| ZnSe                   | 0.17me                           | 1.44 me                           |

## Chứng minh thực nghiệm
Trong thực nghiệm, để đo khối lượng hiệu dụng của điện tử trong các chất, người ta thường sử dụng kỹ thuật cộng hưởng cyclotron điện tử mà ở đó phổ hấp thụ sóng viba của một mẫu bán dẫn trong từ trường sẽ đạt cực đại khi tần số sóng viba trùng với tần số cộng hưởng cyclotron:
{\displaystyle \omega _{c}={\frac {eB}{m^{*}c}}}
Ngoài ra, khối lượng hiệu dụng có thể được xác định từ việc xác định vùng năng lượng thông qua phép đo phát xạ quang phân giải góc, hoặc sử dụng hiệu ứng de Hass-van Alphen; hoặc xác định từ hệ số trong dải phụ thuộc tuyến tính của nhiệt dung đẳng tích điện tử ở nhiệt độ thấp. Ngoài ra, khối lượng hiệu dụng có thể được xác định từ các phép đo vận chuyển (ví dụ như xác định độ linh động của hạt tải điện).